# Hässlunda församling
Hässlunda församling var en församling i Lunds stift och i Helsingborgs kommun. Församlingen uppgick 2002 i Mörarp-Hässlunda församling.

## Administrativ historik
Församlingen har medeltida ursprung. 
Församlingen var till 1 maj 1929 moderförsamling i pastoratet Hässlunda och Risekatslösa. Från 1 maj 1929 till 1962 var församlingen annexförsamling i pastoratet Ekeby, Hässlunda och Risekatslösa. Från 1962 till 2002 var den annexförsamling i pastoratet Kropp, Mörarp, Hässlunda, Frilestad och Välluv. Församlingen uppgick 2002 i Mörarp-Hässlunda församling.

## Kyrkor
- Hässlunda kyrka